# ميكي كورتيس
ميكي كورتيس هو منتج أسطوانات ومغني وممثل ياباني، ولد في 23 يوليو 1938 في اليابان.

## اعماله

### افلام
- فراشة خطافية الذيل (1996)
- (2001) ماء دافئ أسفل جسر أحمر

## وصلات خارجية
- ميكي كورتيس على موقع IMDb (الإنجليزية)
- ميكي كورتيس على موقع ميوزك برينز (الإنجليزية)
- ميكي كورتيس على موقع أول موفي (الإنجليزية)
- ميكي كورتيس على موقع ديسكوغز (الإنجليزية)
- ميكي كورتيس على موقع قاعدة بيانات الفيلم (الإنجليزية)
- ميكي كورتيس على موقع ANN person (الإنجليزية)